# Francisco Agamenilton Damascena
Francisco Agamenilton Damascena (ur. 26 czerwca 1975 w Currais Novos w stanie Rio Grande do Norte) – brazylijski duchowny rzymskokatolicki, w latach 2020–2025 biskup diecezjalny Rubiataba-Mozarlândia, biskup Luziânia od 2025.

## Życiorys
Francisco Agamenilton Damascena urodził się 26 czerwca 1975 jako syn Agamenona Faustino Damasceno i Terezinhy Rodrigues Damasceno w Currais Novos w stanie Rio Grande do Norte. Studiował filozofię i teologię (1995–2001) w seminarium duchownym Matki Bożej Fatimskiej w archidiecezji Brasília. 16 września 2000 otrzymał święcenia diakonatu, natomiast prezbiteratu przyjął 19 marca 2001.
Studia po święceniach, kontynuował w Rzymie z filozofii na Papieskim Uniwersytecie Regina Apostolorum, gdzie uzyskał licencjat oraz na Papieskim Uniwersytecie Laterańskim, uzyskując doktorat. Posiada także specjalizację z nauczania uniwersyteckiego na wydziale Mário Schenberg w Cotia w stanie São Paulo.
Po święceniach pełnił następujące funkcję: koordynator diecezjalny ds. Duszpasterstwa; dyrektor akademickiej szkoły diakonów; prorektor i profesor Wyższego Seminarium Duchownego w São José; członek Rad: Kapłanskiej, Formacyjnej i Kolegium Konsultorów; kanclerz Kurii; wykładowca akademicki i profesor Instytutu Filozofii Sapientiae w diecezji Anápolis.
19 lutego 2019 został przez Kolegium Konsultorów wybrany administratorem diecezjalnym sede vacante diecezji Uruaçu; którym był do 12 września 2020.
23 września 2020 papież Franciszek mianował go biskupem diecezjalnym Rubiataba-Mozarlândia. Święcenia biskupie otrzymał 6 grudnia 2020 w diecezjalnym sanktuarium Nossa Senhora da Abadia w Muquém do São Francisco. Głównym konsekratorem był José da Silva Chaves, emerytowany biskup Uruaçu, zaś współkonsekratorami Messias dos Reis Silveira, biskup diecezjalny Teófilo Otoni, i Adair José Guimarães, biskup diecezjalny Formosy. Jako dewizę biskupią przyjął słowa „Ut Vitam Habeant” (Aby każdy miał życie). Ingres do katedry Matki Bożej Chwały w Rubiataba w trakcie którego kanonicznie objął urząd, odbył 19 grudnia 2020.
28 maja 2025 papież Leon XIV mianował go ordynariuszem diecezji Luziânia. Urząd ten objął 2 sierpnia 2025.